# Vítor Pereira (football, 1968)
Pour les articles homonymes, voir Vítor Pereira.
Vítor Pereira, de son nom complet Vítor Manuel de Oliveira Lopes Pereira, né le 26 juillet 1968 à Espinho (Portugal), est un footballeur portugais, reconverti entraîneur. Il est l’actuel entraîneur de Wolverhampton.

## Biographie

### Carrière d'entraineur

#### FC Porto (2011-2013)
Vitor Pereira est l'élu du Président du FC Porto Jorge Nuno Pinto da Costa pour succéder à André Villas-Boas parti à Chelsea FC pour la somme record de 15 millions d'euros. Vitor Pereira était l'adjoint de André Villas-Boas.
Vitor Pereira remporte 2 supercoupes du Portugal en 2011 et 2012, la Liga Zon Sagres en 2012 avec le FC Porto.

#### Olympiakos (2015)
Le 7 janvier 2015, il devient le nouvel entraîneur de l'Olympiakos.
Avec le club il remporte le championnat et la coupe de Grèce.

#### Fenerbahçe (2015-2016)
Après une 2e place pour l'exercice 2015-2016 avec le club Stambouliote, Vitor Pereira et son équipe se font éliminer au troisième tour de qualification de la Ligue des champions par l'AS Monaco. C'en est trop pour les dirigeants qui licencient le Portugais le 13 août 2016.

#### 1860 Munich (2016-2017)
Le 18 décembre 2016, il est nommé entraîneur du TSV 1860 Munich en deuxième division allemande.

#### Shanghai SIGP (2017-2020)
Le 12 décembre 2017, il succède à André Villas-Boas au poste d’entraîneur du Shanghai SIGP.

#### Fenerbahçe (2021)
Le 2 juillet 2021, il est à nouveau engagé comme entraineur du Fenerbahçe. Le 20 décembre 2021, après des résultats en demi-teinte, il est licencié du club turc.

#### Corinthians (2022)
Le 23 février 2022, il a été annoncé par Corinthians jusqu'à la fin de la saison. Il est officiellement présenté le 4 mars 2022. Il a fait ses débuts le 5 mars 2022, lors d'une défaite 1-0 contre São Paulo, à Morumbi, pour le Campeonato Paulista 2022.
Le club se qualifie pour la première fois depuis 2012 en quart de finale de la Copa Libertadores en battant Boca Juniors au tir aux buts, à la Bombonera. En octobre 2022, Corinthians est défait par Flamengo en demi-finale de la Libertadores.
Pereira mène son équipe en finale de la Coupe du Brésil, et s'y incline, une nouvelle fois contre Flamengo, 6 à 5 aux tirs au but après un 1-1 dans le temps réglementaire.
Le 13 novembre 2022, en raison d'une maladie dans sa famille au Portugal, Vítor Pereira n'a pas renouvelé son contrat.

#### Wolverhampton Wanderers (depuis 2024)
Gary O'Neil, l'entraîneur des Wolverhampton Wanderers, club de Premier League anglaise, est limogé en décembre 2024 alors que le club est en 19e position au classement. Il est remplacé par Vítor Pereira qui quitte ainsi le poste d'entraîneur d'Al-Shabab, en Arabie saoudite.

## Palmarès

### En tant qu'adjoint
FC Porto
- Ligue Europa (1)
  - Vainqueur en 2011
- Championnat du Portugal (1)
  - Vainqueur en 2011
- Coupe du Portugal (1)
  - Vainqueur en 2011

### En tant qu'entraîneur
FC Porto
- Championnat du Portugal (2)
  - Vainqueur en 2012 et 2013
- Supercoupe du Portugal (2)
  - Vainqueur en 2011 et 2012

 Olympiakos
- Championnat de Grèce (1)
  - Champion en 2015
- Coupe de Grèce (1)
  - Vainqueur en 2015

 Fenerbahçe SK
- Championnat de Turquie
  - Vice-champion en 2016
- Coupe de Turquie
  - Finaliste en 2016

 Shanghai SIPG
- Championnat de Chine (1)
  - Champion en 2018
- Supercoupe de Chine (1)
  - Vainqueur en 2019